# 官庄站
官庄站是一个京广线上的铁路车站，位于河北省内丘县官庄乡，建于1912年，目前为三等站，邮政编码为054206。目前客运：办理旅客乘降；行李、包裹托运；货运：办理整车货物发到。